# Teradata
Cet article peut avoir été édité par une personne ayant un lien étroit avec son sujet ; il faut le réécrire dans un article avec un point de vue neutre. Si vous êtes étroitement lié au sujet de cet article, veuillez le déclarer sur sa page de discussion. (août 2021)
 (août 2021).
Teradata Corporation est une entreprise technologique spécialisée dans les logiciels d'analyse de bases de données et de Big Data, ainsi que le conseil stratégique en informatique. La société a été fondée en 1979 à Brentwood, en Californie, sur la base d'une collaboration entre des chercheurs de Caltech et de Citibank Advanced Technology Group, et son siège social se trouve à San Diego, en Californie. Teradata développe des logiciels d'entreprise pour les bases de données et l'analyse de données et les propose sous forme d'abonnement. L'entreprise est représentée sur ces segments de marché avec ses produits et services: analytique d'entreprise, plateformes cloud et conseil. Elle est présente en Amérique du Nord et en Amérique latine, en Europe, au Moyen-Orient, en Afrique et en Asie.

## Histoire

### Phase de fondation et de croissance

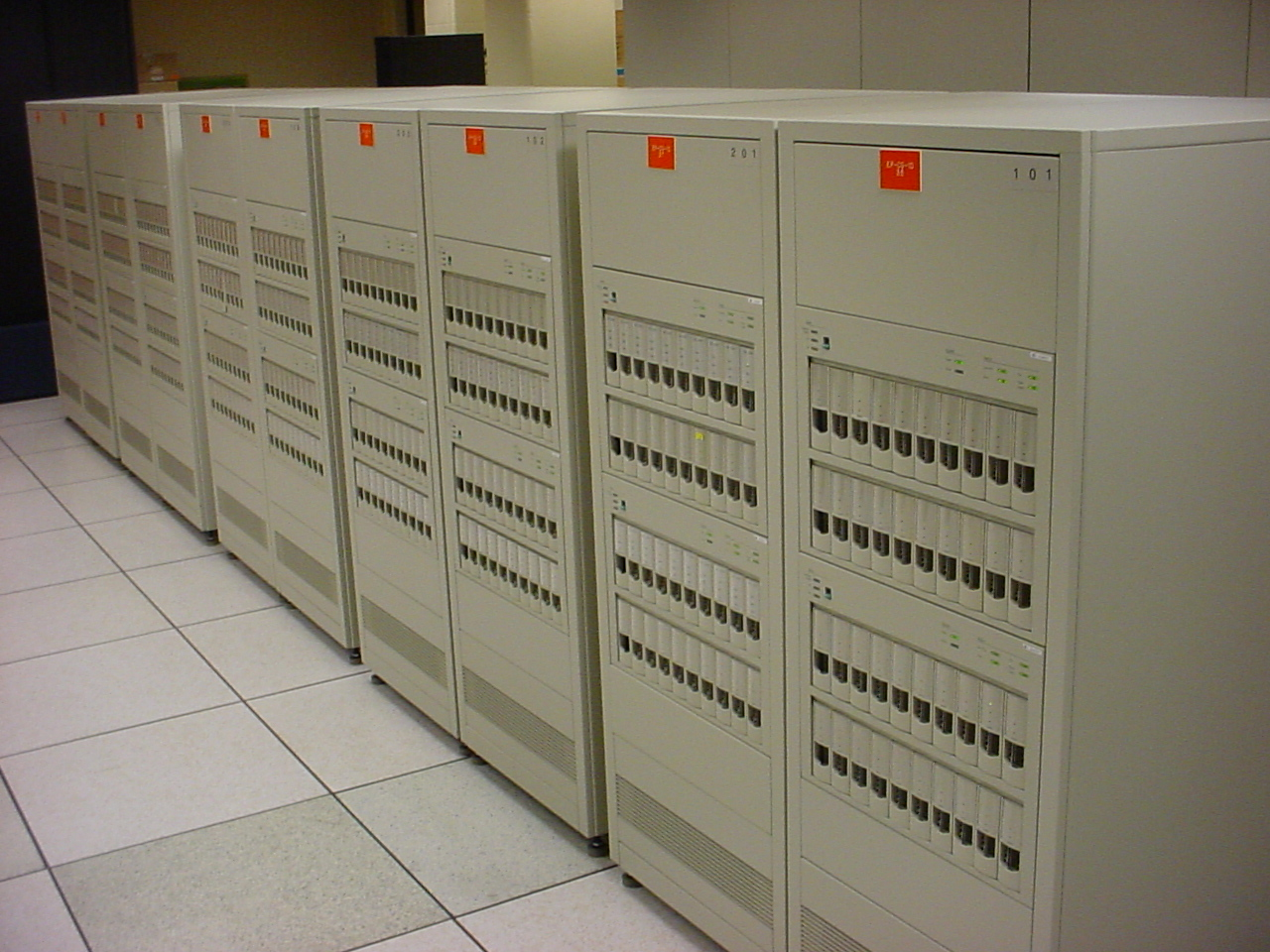
Système Teradata Worldmark 5100 (2002)

La société est née d'une collaboration entre le California Institute of Technology et Citibank Advanced Technology Group et a été fondée à Brentwood, en Californie, en 1979.
En 1984, Teradata a présenté son ordinateur DBC/1012, spécialisé dans les calculs de bases de données,. En 1990, Teradata a acquis le vendeur de bases de données relationnelles Sharebase (à l'origine Britton Lee). En 1991, Teradata lui-même a été acquis par NCR Corporation. Teradata a construit le premier système de plus de 1 téraoctet pour Wal-Mart en 1992.
En 2000, Value Analyzer, la première application d'entreprise de Teradata pour la mesure détaillée de la rentabilité des clients, a été introduite à la Banque Royale du Canada. La même année, Teradata a acquis le groupe canadien Stirling Douglas. Cela a entraîné une expansion des applications analytiques pour la gestion de la chaîne de la demande. En 2002, Teradata Warehouse 7.0 a marqué la première fois dans l'entreposage de données que la prise de décision a été étendue au-delà de la haute direction à l'ensemble de l'entreprise[réf. nécessaire]. L'année suivante, plus de 120 clients ont migré vers Teradata après le lancement du programme de migration Oracle-to-Teradata. Dans le même temps, le réseau universitaire Teradata a été créé pour promouvoir la sensibilisation à l'entreposage de données dans la communauté universitaire. Près de 170 universités de 27 pays étaient initialement représentées dans le réseau. En 2007, plus de 850 universités de près de 70 pays avaient rejoint ce réseau.

### Offre publique initiale et développement actuel
Teradata a acquis plusieurs sociétés depuis sa cotation en 2007. En mars 2008, Teradata a fait l'acquisition de la société de services professionnels Claraview, qui était auparavant le fournisseur de logiciels Clarabridge, entre autres. Parmi les autres, citons le fournisseur de systèmes DBM en colonnes Kickfire,, puis la société de logiciels de marketing Aprimo et, en 2011, Aster Data Systems. Le partenariat existant avec SAP s'est étendu en 2009, avec la migration de SAP NetWeaver Business Warehouse vers la base de données Teradata.
Outre le fournisseur de produits de gestion de l'information Revelytix, le fournisseur de services Hadoop Think Big Analytics et d'autres sociétés informatiques américaines, Teradata a acquis en 2016 la société de services britannique Big Data Partnership, suivie en 2017 par l'acquisition de StackIQ, le fabricant du logiciel Stacki,.
Teradata Vantage, une plateforme logicielle moderne, est proposée dans le cloud depuis 2016. Initialement, Teradata était disponible sur Amazon Web Services. Depuis 2017, elle est disponible sur Microsoft Azure; à partir de 2019, le partenariat avec Google Cloud complète l'offre.

## Structure de l'entreprise

### Forme juridique
Fondée en 1979, la société est devenue une société indépendante et cotée en bourse le 1er octobre 2007. L'action ordinaire de Teradata Corporation est négociée à la Bourse de New York sous le symbole TDC.

### Sites
Au 31 décembre 2019, Teradata comptait plus de 8.500 employés dans le monde. En plus de son siège social à San Diego, en Californie, Teradata possède d'autres sites importants aux États-Unis, à Atlanta et à San Francisco, où se trouvent les centres de recherche et de développement des données. En France, le siège social de Teradata est situé à Antony, en Hauts-de-Seine.

## Produits
Teradata vend trois produits et services de base à ses clients : Entreposage de données dans le cloud et sur matériel, analytique d'entreprise et services de conseil. En septembre 2016, Teradata Everywhere a été lancé. Cette offre permet aux utilisateurs d'envoyer des requêtes aux bases de données publiques et privées. Le service utilise un traitement massivement parallèle sur une base de données physique et un stockage dans le cloud, y compris dans des environnements gérés tels qu'Amazon Web Services, Microsoft Azure, VMware, Managed Cloud de Teradata et IntelliFlex.
En mars 2017, Teradata a lancé IntelliCloud, un cloud géré sécurisé pour les logiciels d'analyse de données as-a-Service. IntelliCloud est compatible avec la plate-forme de base de données de Teradata, IntelliFlex.

### Teradata Vantage
En octobre 2018, Teradata a présenté la plateforme analytique Vantage : une base de données relationnelle MPP capable d'analyser des pétaoctets de données structurées et semi-structurées, suivie fin 2019 par les extensions Vantage Analyst et Vantage Customer Experience (Vantage CX) conçues spécifiquement pour les analystes métiers et les professionnels du marketing. Par exemple, Vantage combine les data lake, les entrepôts de données et l'analyse de données et intègre différentes sources et formats de données ainsi que des langages informatiques. La plateforme analytique peut être déployée localement (sur site), dans le cloud public (via Google Cloud, AWS et Microsoft Azure), dans un environnement multi-cloud hybride ou sur du matériel standard avec VMware. En avril 2020, le cabinet d'analystes informatiques Forrester Research a décerné à l'entreprise le titre de « Leader » pour son offre de produits.